# Aviron aux Jeux olympiques d'été de 1924
Navigation
Anvers 1920 Amsterdam 1928

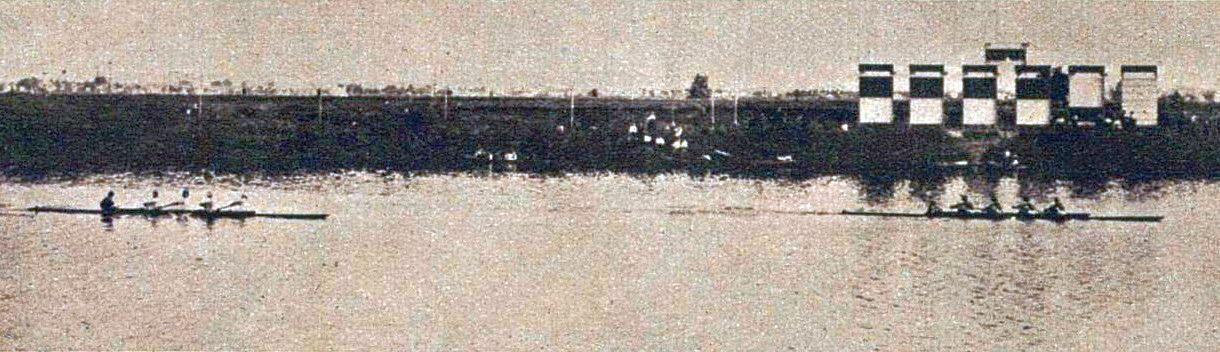
L'épreuve d'aviron aux JO de 1924.

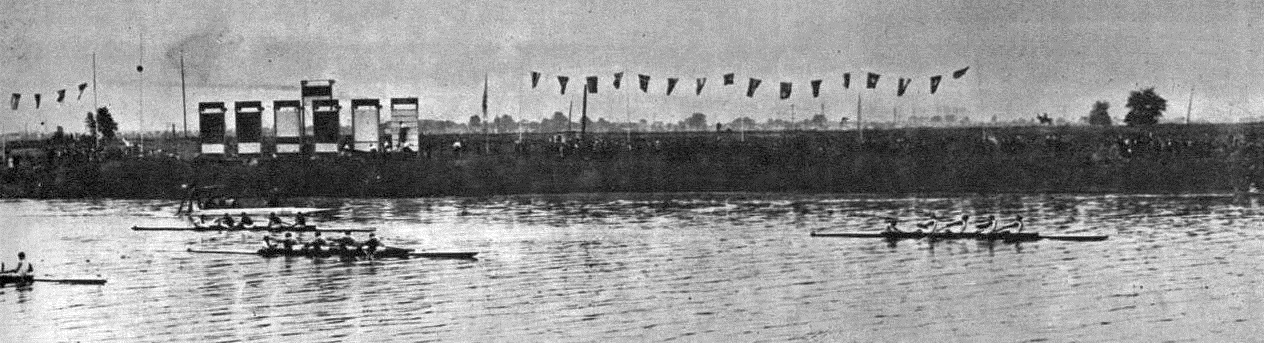
Finale olympique 1923 de quatre de pointe avec barreur, victoire de la Suisse sur la France.

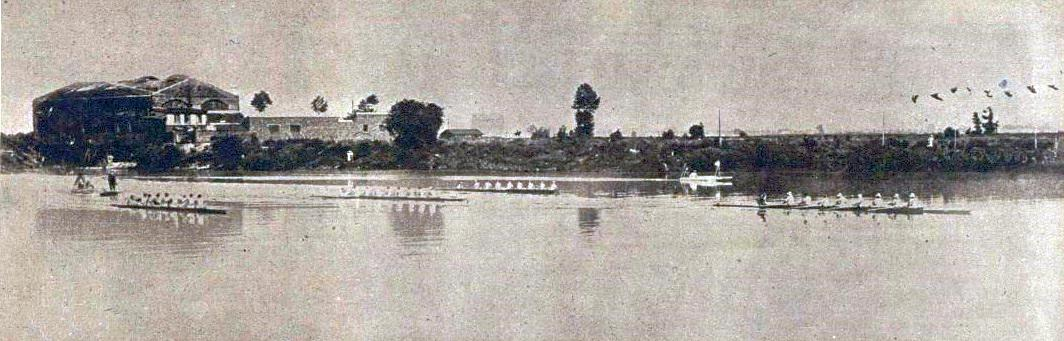
La finale du huit de pointe.

Cette page présente les résultats des compétitions d'aviron (sport) aux Jeux olympiques d'été de 1924 qui se déroulèrent à Argenteuil.

## Tableau des médailles
| Rang | Nation          | Or | Argent | Bronze | Total |
| ---- | --------------- | -- | ------ | ------ | ----- |
| 1    | États-Unis      | 2  | 1      | 2      | 5     |
| 2    | Suisse          | 2  | 0      | 3      | 5     |
| 3    | Grande-Bretagne | 2  | 0      | 0      | 2     |
| 4    | Pays-Bas        | 1  | 0      | 0      | 1     |
| 5    | France          | 0  | 3      | 0      | 3     |
| 6    | Canada          | 0  | 2      | 0      | 2     |
| 7    | Italie          | 0  | 1      | 1      | 2     |

## Podiums
| Épreuves            | Or | Argent | Bronze |
| ------------------- | --- | --- | --- |
| Skiff hommes        | Jack Beresford Royaume-Uni 7 min 49 s 2 | William Gilmore États-Unis 7 min 54 s 0 | Josef Schneider Suisse 8 min 1 s 1 |
| Double-scull homme  | John Kelly, Sr - Paul Costello États-Unis 6 min 34 s 0 | Jean-Pierre Stock - Marc Detton France 6 min 38 s 0 | Rudolf Bosshard - Heinrich Thoma Suisse à 3 longueurs |
| Deux sans barreur   | Antonie Christiaan Beijnen - Wilhelm Rösingh Pays-Bas 8 min 19 s 4 | Maurice Bouton - Georges Piot France 8 min 39 s 1 | |
| Deux avec barreur   | Edouard Candeveau - Alfred Felber - Emil Lachapelle Suisse 8 min 39 s 0 | Gino Sopracordevole - Giovanni Scatturin - Ercole Olgeni Italie 8 min 39 s 1                                                                                  | Leon Butler - Harold Wilson - Edward Jennings États-Unis à 3 longueurs |
| Quatre sans barreur | Charles Eley - James MacNabb - Robert Morrisson - Terence Sanders Royaume-Uni 7 min 8 s 6                                                                                              | Archibald Black - George MacKay - Colin Finlayson - William Wood Canada À 1 longueur                                                                          | Emile Albrecht - Alfred Probst - Eugen Sigg-Bachthold - Hans Walter Suisse à 2 longueurs                                                                                        |
| Quatre avec barreur | Walter Loosli - Eugen Sigg-Bachthold - Alfred Probst - Hans Walter -Emile Albrecht Suisse 7 min 18 s 4                                                                                 | Raymond Talleux - Eugène Constant - Louis Gressier - Georges Lecointe - Marcel Lepan France 7 min 21 s 6                                                      | John Kennedy - Edward Mitchell (aviron) - Henry Welsford - Sidney Jelinek - Robert Gerhardt États-Unis à 1 longueur                                                             |
| Huit hommes         | Leonard Carpenter - Howard Kingsbury - Alfred Lindley - John Miller James Rockefeller - Frederick Sheffield - Benjamin Spock - Laurence Stoddard Alfred Wilson États-Unis 6 min 33 s 4 | Arthur Bell - Ivor Campbell - Robert Hunter - William Langford Harold Little - John Smith - Warren Snyder - Norman Taylor William Wallace Canada 6 min 49 s 0 | Antonio Cattalinich - Carlo Toniatti - Francesco Cattalinich - Bruno Sorić Simeone Cattalinich - Pietro Ivanov - Giuseppe Crivelli - Latino Gallasso Vittorio Gliubich Italie - |